# Coly
Coly – miejscowość i dawna gmina we Francji, w regionie Nowa Akwitania, w departamencie Dordogne. W 2013 roku populacja ówczesnej gminy wynosiła 234 mieszkańców. 
W dniu 1 stycznia 2019 roku z połączenia dwóch ówczesnych gmin – Coly oraz Saint-Amand-de-Coly – powstała nowa gmina Coly-Saint-Amand. Siedzibą gminy została miejscowość Saint-Amand-de-Coly. 